# Cipriána
A Cipriána latin eredetű női név, a Ciprián név női párja.

## Rokon nevek
Ciprienn, Cipra

## Gyakorisága
Az újszülötteknek adott nevek körében az 1990-es években szórványosan fordult elő. A 2000-es és a 2010-es években sem szerepelt a 100 leggyakrabban adott női név között.
A teljes népességre vonatkozóan a Cipriána sem a 2000-es, sem a 2010-es években nem szerepelt a 100 leggyakrabban viselt női név között.

## Névnapok
július 5., szeptember 26.